# Championnat du monde de patinage artistique 1903
Navigation
Mondiaux 1902 Mondiaux 1904
Le Championnat du monde de patinage artistique 1903 a lieu du 20 au 21 février 1903 au jardin Ioussoupov de Saint-Pétersbourg dans l'Empire russe.
Ce mondial est la seule grande compétition internationale de l'année 1903, le championnat européen à Amsterdam ayant été annulé en raison du manque de glace pour la deuxième année consécutive.

## Podium
| Épreuves                      | Or             | Argent        | Bronze       |
| ----------------------------- | -------------- | ------------- | ------------ |
| Messieurs résultats détaillés | Ulrich Salchow | Nikolai Panin | Max Bohatsch |

## Tableau des médailles
| Rang  | Nation   | Or | Argent | Bronze | Total |
| ----- | -------- | -- | ------ | ------ | ----- |
| 1     | Suède    | 1  | 0      | 0      | 1     |
| 2     | Russie   | 0  | 1      | 0      | 1     |
| 3     | Autriche | 0  | 0      | 1      | 1     |
| Total | Total    | 1  | 1      | 1      | 3     |

## Détails de la compétition Messieurs
| Rang    | Nom            | Nation    | Places | Points | Fig. impo. | Prog. libre |
| ------- | -------------- | --------- | ------ | ------ | ---------- | ----------- |
| 1       | Ulrich Salchow | Suède     | 6      | 382.8  | 1          | 1           |
| 2       | Nikolai Panin  | Russie    | 12     | 351.4  | 2          | 3           |
| 3       | Max Bohatsch   | Autriche  | 12     | 343.0  | 4          | 2           |
| 4       | Ernst Lassahn  | Allemagne | 20     | 261.0  | 5          | 4           |
| Abandon | Gilbert Fuchs  | Allemagne |        |        | 3          |             |
| Forfait | Sakari Ilmanen | Finlande  |        |        |            |             |